# Indian Creek (Illinois)
Indian Creek es una villa ubicada en el condado de Lake en el estado estadounidense de Illinois. En el Censo de 2010 tenía una población de 462 habitantes y una densidad poblacional de 694,08 personas por km².

## Geografía
Indian Creek se encuentra ubicada en las coordenadas 42°13′38″N 87°58′41″O / 42.22722, -87.97806. Según la Oficina del Censo de los Estados Unidos, Indian Creek tiene una superficie total de 0.67 km², de la cual 0.67 km² corresponden a tierra firme y (0%) 0 km² es agua.

## Demografía
Según el censo de 2010, había 462 personas residiendo en Indian Creek. La densidad de población era de 694,08 hab./km². De los 462 habitantes, Indian Creek estaba compuesto por el 76.19% blancos, el 2.16% eran afroamericanos, el 0% eran amerindios, el 17.97% eran asiáticos, el 0% eran isleños del Pacífico, el 1.73% eran de otras razas y el 1.95% pertenecían a dos o más razas. Del total de la población el 6.71% eran hispanos o latinos de cualquier raza.